# ハズボト
ハズボト(ヘブライ語: הזאבות‎)はイスラエルのロックバンド。イファット・バラッシャノ、モラン・サランガ、シーラン・フランコ、タリア・イーシャイの4人のメンバーによって構成される。バンドは人間関係、セクシャルハラスメント、セックスなど、女性から見た独特の社会問題を歌っており、こういったメッセージはほとんど男性中心のイスラエルのミュージックシーンではあまり見られない。

## 活動

### 活動以前
2000年代にイスラエル・ホロンの高校で、バンドの初期メンバー4人が出会い、一緒に音楽を始めた。
初期の練習は、放課後にホロンの音楽学校で行われ、そこの守衛のZe'evは、自分にちなんだ名前をバンド名に付けることを条件に秘密を約束した。

### 2012年-
2012年、イェフ・ヤーロン(Yehu Yaron)のプロデュースのもと、初のミニ・アルバムをリリースした。
2015年、音楽プロデューサーのナダフ・ペーサー(Nadav Perser)と共にスタジオで歌を録音した（2枚目のアルバムとして同年5月にリリース）。
2016年、バル＝イラン大学はバンドにホロコースト記念日に行われる式典で歌唱ができない旨を伝えた。
ハズボドはイスラエルで連続ツアーを行い、2016年10月には初のヨーロッパツアーを行い、オーストリアのウィーンの音楽フェスティバル(Waves festival)で演奏した。
2017年8月、ベースギターのモラン・ラスミがニューヨークでのキャリア追求のため脱退、バンドは新たにベースギターのタリア・イーシャイが加入した。

## 音楽の影響
バンドは主に1990年代の影響を受けており、ヘブライ語・英語の両方でオリジナル曲を演奏している。
影響を受けた人物・バンドとして、プラシーボ、ピクシーズ、レディオヘッド、デヴィッド・ボウイ、ビートルズ、ザ・クークス、ソニック・ユース、ザ・キラーズ、ブラーを挙げている。

## ディスコグラフィ

### アダモット・イェヴェショット - ファーストアルバム
| #         | タイトル                                          | 作詞  | 作曲・編曲 | 時間 |
| --------- | ------------------------------------------------- | ----- | ---------- | ---- |
| 1.        | 「アダモット・イェヴェショット(Adamot yeveshot)」 |       |            | 3:36 |
| 2.        | 「イマジナリー・パーソン(Imaginary Person)」      |       |            | 2:58 |
| 3.        | 「オメレット・ロー(Omeret Lo)」                   |       |            | 3:24 |
| 4.        | 「タッツォア(Tachzor)」                           |       |            | 4:27 |
| 5.        | 「バック・ホーム(Back home)」                     |       |            | 3:25 |
| 6.        | 「ハッチ・キロ・アラッド(Hatsi kilo arad)」       |       |            | 3:31 |
| 合計時間: | 合計時間:                                         | 21:21 |            |      |

### ハズボト - セカンドアルバム
| #         | タイトル                                           | 作詞  | 作曲・編曲 | 時間 |
| --------- | -------------------------------------------------- | ----- | ---------- | ---- |
| 1.        | 「エブリデイ(Everyday)」                           |       |            | 2:47 |
| 2.        | 「ボフ・ハバイタ(Bohu habaita)」                   |       |            | 3:01 |
| 3.        | 「イオレデット・ヴェオラ(Yoredet Veolla)」         |       |            | 3:11 |
| 4.        | 「タッチ・ミー(Touch me)」                         |       |            | 2:45 |
| 5.        | 「アニ・ヨデア・シュラシット(Ani Yodea Shratzit)」 |       |            | 4:27 |
| 合計時間: | 合計時間:                                          | 16:11 |            |      |